# Christoffer van der Wal
Christoffer van der Wal (Groningen, 18 augustus 1843 - Den Haag, 26 februari 1926) was een Nederlandse burgemeester.
Van der Wal was een zoon van de kopiist Harm Heerkes van der Wal en diens vrouw Jantje Scheffers. Hij was gemeentesecretaris van Tietjerksteradeel en werd in 1882 benoemd tot burgemeester van Norg. In 1887 werd hij benoemd tot burgemeester van Havelte. Hij werd bij Koninklijk Besluit van 22 maart 1895 per 1 april 1895 benoemd tot burgemeester van Staphorst, maar dit besluit werd op zijn verzoek weer ingetrokken. In 1905 werd hij benoemd tot burgemeester van Emmen, deze functie zou hij tot 1917 bekleden. Bij zijn aantreden werd ook het station van Emmen van de Noordoosterlocaalspoorweg-Maatschappij in gebruik genomen. De festiviteiten van beide gebeurtenissen werden gecombineerd. Na zijn vertrek in 1917 als burgemeester van Emmen vestigde hij zich in Den Haag, waar hij in 1926 op 82-jarige leeftijd overleed.

## Huwelijk
Van der Wal trouwde op 1 oktober 1881 in Bedum met Gesien van Bruggen, dochter van de burgemeester van Bedum, Reinder Jacobs van Bruggen en diens echtgenote Trijntje Jans Huizinga.